# カラー版芸術史シリーズ
カラー版芸術史シリーズ（カラーばん げいじゅつし シリーズ）とは、美術出版社が発行している芸術史、美術史がテーマの芸術書（美術書）の叢書。不定期刊。カラー図説が大量に盛り込まれているのが特徴である。判型はA5判、並製で、文字は横組みである。装丁は、中垣デザイン事務所が担当している。
大体の形式としては書き下ろしで、一人の監修者の元、多くの執筆者が一冊の本を担当する。
| スタブアイコン | サブスタブ | この項目は、まだ閲覧者の調べものの参照としては役立たない、書籍に関連した書きかけの項目です。この項目を加筆・訂正などしてくださる協力者を求めています（P:書物/PJ:出版）。項目が文学作品の場合は{Lit-substub}を貼り付けてください。 |